# Marno Kreft
Marno Kreft ist ein früherer deutscher Eiskunstläufer, der für den SC Dynamo Berlin (nach der Wende: SC Berlin) im Paarlauf aktiv war. Seine erste Partnerin war Mandy Hannebauer, mit der er bei Juniorenweltmeisterschaften für die DDR zweimal knapp die Medaillenränge verfehlte. Als größten internationalen Erfolg errang Kreft mit Angela Caspary die Silbermedaille bei der Juniorenweltmeisterschaft 1989. Später lief er zusammen mit Jekaterina Silnitzkaja (EM-Zehnte 1995 mit Mirko Müller) und erneut mit Mandy Hannebauer. 1995 wirkte er in Katarina Witts Kinofilm Die Eisprinzessin mit. Nach dem Ende seiner Eiskunstlaufkarriere arbeitete Kreft in Berlin als DJ.

## Erfolge/Ergebnisse

### Juniorenweltmeisterschaften
- 1986 – 4. Rang – Sarajevo (mit Mandy Hannebauer)
- 1987 – 4. Rang – Kitchener (mit Mandy Hannebauer)
- 1989 – 2. Rang – Sarajevo (mit Angela Caspary)

### Europameisterschaften
- 1993 – 11. Rang – Helsinki (mit Jekaterina Silnitzkaja)

### DDR-Meisterschaften
- 1989 – 2. Rang (mit Angela Caspary)
- 1990 – 2. Rang (mit Angela Caspary)

### Deutsche Meisterschaften
- 1993 – 2. Rang (mit Jekaterina Silnitzkaja)
- 1994 – 3. Rang (mit Mandy Hannebauer)

### Andere Wettbewerbe
- 1992 – 4. Rang – Trophée Lalique, Paris (mit Jekaterina Silnitzkaja)

| Personendaten    | Personendaten            |
| ---------------- | ------------------------ |
| NAME             | Kreft, Marno             |
| KURZBESCHREIBUNG | deutscher Eiskunstläufer |
| GEBURTSDATUM     | 20. Jahrhundert          |